# 3-Oksoacil-(acil-nosilac-protein) sintaza
3-Oksoacil-(acil-nosilac-protein) sintaza (EC 2.3.1.41, beta-ketoacil-ACP sintaza I, beta-ketoacilna sintetaza, beta-ketoacil-ACP sintetaza, beta-ketoacil-acil nosilac protein sintetaza, beta-ketoacil-(acil nosilac protein) sintaza, beta-ketoacilsintaza, 3-ketoacil-acil nosilac protein sintaza, beta-ketoacil acil nosilac protein sintaza, 3-oksoacil:ACP sintaza I, KASI, KAS I, FabF1, FabB, acil-(acil-nosilac-protein):malonil-(acil-nosilac-protein) C-aciltransferaza (dekarboksilacija)) je enzim sa sistematskim imenom acil-(acil-nosilac protein):malonil-(acil-nosilac protein) C-aciltransferaza (dekarboksilacija). Ovaj enzim katalizuje sledeću hemijsku reakciju
acil-[acil-nosilac protein] + malonil-[acil-nosilac protein] {\displaystyle \rightleftharpoons } 3-oksoacil-[acil-nosilac protein] + 2 + [acil-nosilac protein]
Ovaj enzim je odgovoran za produžavanje lanca pri biosintezi disociranih (tip II) masnih kiselina, i.e. adicija dva C atoma na masno kiselinski lanac. Escherichia coli mutanti kojima nedostaje ovaj enzim su deficitarni u nezasićenim masnim kiselinama.

## Spoljašnje veze
- Beta-ketoacyl-(acyl-carrier-protein)+synthase+I на 